# Allocnemis cyanura
Allocnemis cyanura – gatunek ważki z rodziny pióronogowatych (Platycnemididae). Do 2013 roku był umieszczany w rodzinie Protoneuridae i niewyróżnianym już rodzaju Isomecocnemis. Występuje w Afryce Środkowej – stwierdzony w Demokratycznej Republice Konga, Kamerunie, Kongu i Gabonie.